# Грушув (гміна Нове Бжесько)
Грушув (пол. Gruszów) — село в Польщі, у гміні Нове Бжесько Прошовицького повіту Малопольського воєводства.
Населення — 254 особи (2011).
У 1975-1998 роках село належало до Краківського воєводства.

## Демографія
Демографічна структура станом на 31 березня 2011 року:
|          | Загалом | Допрацездатний вік | Працездатний вік | Постпрацездатний вік |
| -------- | ------- | ------------------ | ---------------- | -------------------- |
| Чоловіки | 136     | 26                 | 95               | 15                   |
| Жінки    | 118     | 13                 | 69               | 36                   |
| Разом    | 254     | 39                 | 164              | 51                   |